# 데릭 슈미트
트레이시 로버트 맨(Tracey Robert Mann, 1968년 1월 23일, 캔자스주 인디펜던스 ~ )은 미국의 정치인이다.

## 학력
- 캔자스 대학교 정치학 인문사회 학사
- 레스터 대학교 국제정치학 인문사회 석사
- 조지타운 대학교 법학 법무박사

## 경력
- 2001.01 ~ 2011.01 제72·73·74·75·76대 캔자스주 제15선거구 상원의원
- 2005.01 ~ 2011.01 캔자스주 상원 공화당 원내대표
- 2011.01 ~ 2023.01 제44대 캔자스주 법무장관
- 2025.01 ~ 제119대 캔자스 제2선거구 연방하원의원

## 역대 선거 결과
| 선거명      | 직책명                      | 대수  | 정당   | 득표율  | 득표수    | 결과 | 당락                   |
| ----------- | --------------------------- | ----- | ------ | ------- | --------- | ---- | ---------------------- |
| 2000년 선거 | 상원의원 (캔자스 제15부)    | 72대  | 공화당 | 73.41%  | 17,230표  | 1위  | 캔자스 주의원 당선     |
| 2004년 선거 | 상원의원 (캔자스 제15부)    | 74대  | 공화당 | 100.00% | 24,307표  | 1위  | 캔자스 주의원 당선     |
| 2008년 선거 | 상원의원 (캔자스 제15부)    | 76대  | 공화당 | 100.00% | 24,259표  | 1위  | 캔자스 주의원 당선     |
| 2010년 선거 | 캔자스 법무장관             | 44대  | 공화당 | 55.20%  | 460,737표 | 1위  | 캔자스주 법무장관 당선 |
| 2014년 선거 | 캔자스 법무장관             | 44대  | 공화당 | 66.77%  | 564,766표 | 1위  | 캔자스주 법무장관 당선 |
| 2018년 선거 | 캔자스 법무장관             | 44대  | 공화당 | 58.98%  | 614,436표 | 1위  | 캔자스주 법무장관 당선 |
| 2022년 선거 | 캔자스 주지사               | 48대  | 공화당 | 47.33%  | 477,591표 | 2위  | 낙선                   |
| 2024년 선거 | 하원의원 (캔자스 제2선거구) | 119대 | 공화당 | 57.09%  | 172,847표 | 1위  | 캔자스주 하원의원 당선 |